# Ardit Peposhi
Ardit Peposhi (Tirana, 14 marzo 1993) è un calciatore albanese, difensore o centrocampista del Vushtrria.

## Biografia
Ha anche un fratello più piccolo, Ergys, anch'egli calciatore.

## Carriera
Il 16 luglio 2015 viene acquistato dal Bylis Ballsh e firma un contratto annuale con scadenza il 30 giugno 2016.
Nella stagione 2021-2022 ha giocato 2 partite nei turni preliminari della neonata Conference League, con i kosovari del Llapi.

## Statistiche

### Presenze e reti nei club
Statistiche aggiornate al 26 gennaio 2023.
| Stagione            | Squadra             | Campionato          | Campionato | Campionato | Coppe nazionali | Coppe nazionali | Coppe nazionali | Coppe continentali | Coppe continentali | Coppe continentali | Altre coppe | Altre coppe | Altre coppe | Totale | Totale |
| Stagione            | Squadra             | Comp                | Pres       | Reti       | Comp            | Pres            | Reti            | Comp               | Pres               | Reti               | Comp        | Pres        | Reti        | Pres   | Reti   |
| ------------------- | ------------------- | ------------------- | ---------- | ---------- | --------------- | --------------- | --------------- | ------------------ | ------------------ | ------------------ | ----------- | ----------- | ----------- | ------ | ------ |
| 2010-2011           | Partizani Tirana    | KP                  | 1          | 0          | CA              | 0               | 0               | -                  | -                  | -                  | -           | -           | -           | 1      | 0      |
| 2011-2012           | Tirana              | KS                  | 3          | 0          | CA              | 8               | 0               | -                  | -                  | -                  | -           | -           | -           | 11     | 0      |
| 2012-2013           | Tirana              | KS                  | 14         | 0          | CA              | 2               | 0               | UEL                | 1                  | 0                  | SA          | 1           | 0           | 18     | 0      |
| 2013-2014           | Tirana              | KS                  | 16         | 1          | CA              | 2               | 0               | -                  | -                  | -                  | -           | -           | -           | 18     | 1      |
| Totale Tirana       | Totale Tirana       | Totale Tirana       | 33         | 1          |                 | 12              | 0               |                    | 1                  | 0                  |             | 1           | 0           | 47     | 1      |
| 2014-2015           | Teuta               | KS                  | 29         | 4          | CA              | 2               | 0               | -                  | -                  | -                  | -           | -           | -           | 31     | 4      |
| 2015-2016           | Bylis Ballsh        | KS                  | 32         | 1          | CA              | 2               | 0               | -                  | -                  | -                  | -           | -           | -           | 34     | 1      |
| 2016-2017           | Korabi              | KS                  | 29         | 0          | CA              | 2               | 0               | -                  | -                  | -                  | -           | -           | -           | 31     | 0      |
| 2017-2018           | Kukësi              | KS                  | 11         | 0          | CA              | 4               | 1               | UCL                | -                  | -                  | SA          | 0           | 0           | 15     | 1      |
| 2018-2019           | Bylis Ballsh        | KP                  | 25         | 5          | CA              | 4               | 0               | -                  | -                  | -                  | -           | -           | -           | 29     | 5      |
| 2019-2020           | Bylis Ballsh        | KS                  | 31         | 2          | CA              | 8               | 0               | -                  | -                  | -                  | -           | -           | -           | 39     | 2      |
| Totale Bylis Ballsh | Totale Bylis Ballsh | Totale Bylis Ballsh | 88         | 8          |                 | 14              | 0               |                    | -                  | -                  |             | -           | -           | 102    | 8      |
| 2020-2021           | Llapi               | SL                  | 32         | 1          | CK              | 4               | 0               | UEL                | -                  | -                  | -           | -           | -           | 36     | 1      |
| 2021-2022           | Llapi               | SL                  | 24         | 0          | CK              | 2               | 0               | UECL               | 2                  | 0                  | SK          | 0           | 0           | 28     | 0      |
| Totale Llapi        | Totale Llapi        | Totale Llapi        | 56         | 1          |                 | 6               | 0               |                    | 2                  | 0                  |             | 0           | 0           | 64     | 1      |
| 2022-2023           | Erzeni              | KS                  | 12         | 0          | CA              | 1               | 0               | -                  | -                  | -                  | -           | -           | -           | 13     | 0      |
| Totale carriera     | Totale carriera     | Totale carriera     | 259        | 14         |                 | 41              | 1               |                    | 3                  | 0                  |             | 1           | 0           | 304    | 15     |

## Palmarès

### Club

#### Competizioni nazionali
- Coppa d'Albania: 1

Tirana: 2011-2012
- Supercoppa d'Albania: 1

Tirana: 2012
- Supercoppa del Kosovo: 1

Llapi: 2021